# Castell de Bouchout
El castell de Bouchout, situat a Flandes al municipi de Meise, província del Brabant flamenc, és una fortalesa de plana belga del que l'origen es remunta al segle xii.
Originàriament el castell era una fortalesa de la línia de defensa del ducat de Brabant creada per Guillem de Craaynem per tal de frenar les vel·leïtats del Senyor de Grimbergen que posseïa també un castell a Meise a una propietat contigua. Són els descendents de Guillem de Craaynem (Kraainem) que al segle xiv van construir la torre quadrada.
Després del segle xv, el castell esdevindrà propietat dels La Mark, dels Assonville i finalment dels Roose.
El 1683, el castell és assetjat per les tropes de Lluís XIV i resulta fortament malmès. La família Roose emprèn importants restauracions durant els anys que segueixen el desastre.
Al segle xix, el castell passa per matrimoni a la família Beauffort. El 1832, Amédée de Beauffort hi comença importants reconstruccions d'estil neogòtic, a la moda d'aquesta època. El 1849, el revèn a Leopold II de Bèlgica. Poc temps després, Leopold II fa l'adquisició del castell veí de Meise i del seu parc i els engloba en una sola propietat on instal·la la seva germana Carlota de Bèlgica, vídua de l'emperador Maximilià d'Habsburg després de la tràgica expedició de Mèxic.
El 1938, l'Estat belga comprà la finca de Bouchout per a crear-hi el que va esdevenir més tard el Jardí botànic nacional de Bèlgica.

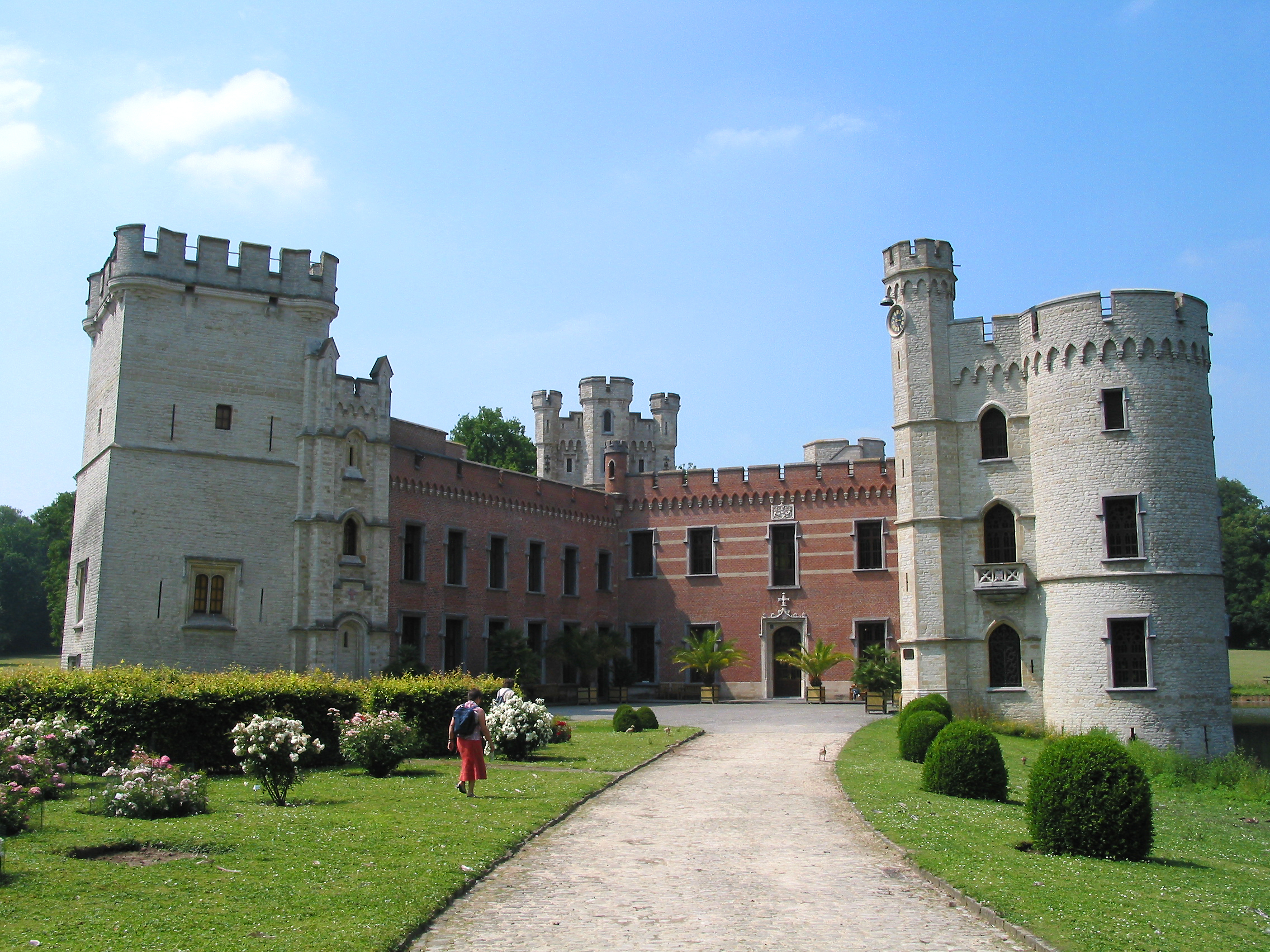
Castell de Bouchout